# Analyse du soufre et du carbone par un four à induction et à combustion
L'analyse rapide du soufre et du carbone dans divers matériaux est possible grâce aux fours à induction et aux fours à résistance. Cette analyse est basée sur la combustion et la mesure des gaz produits par la combustion du matériau par absorption infrarouge.

## Présentation

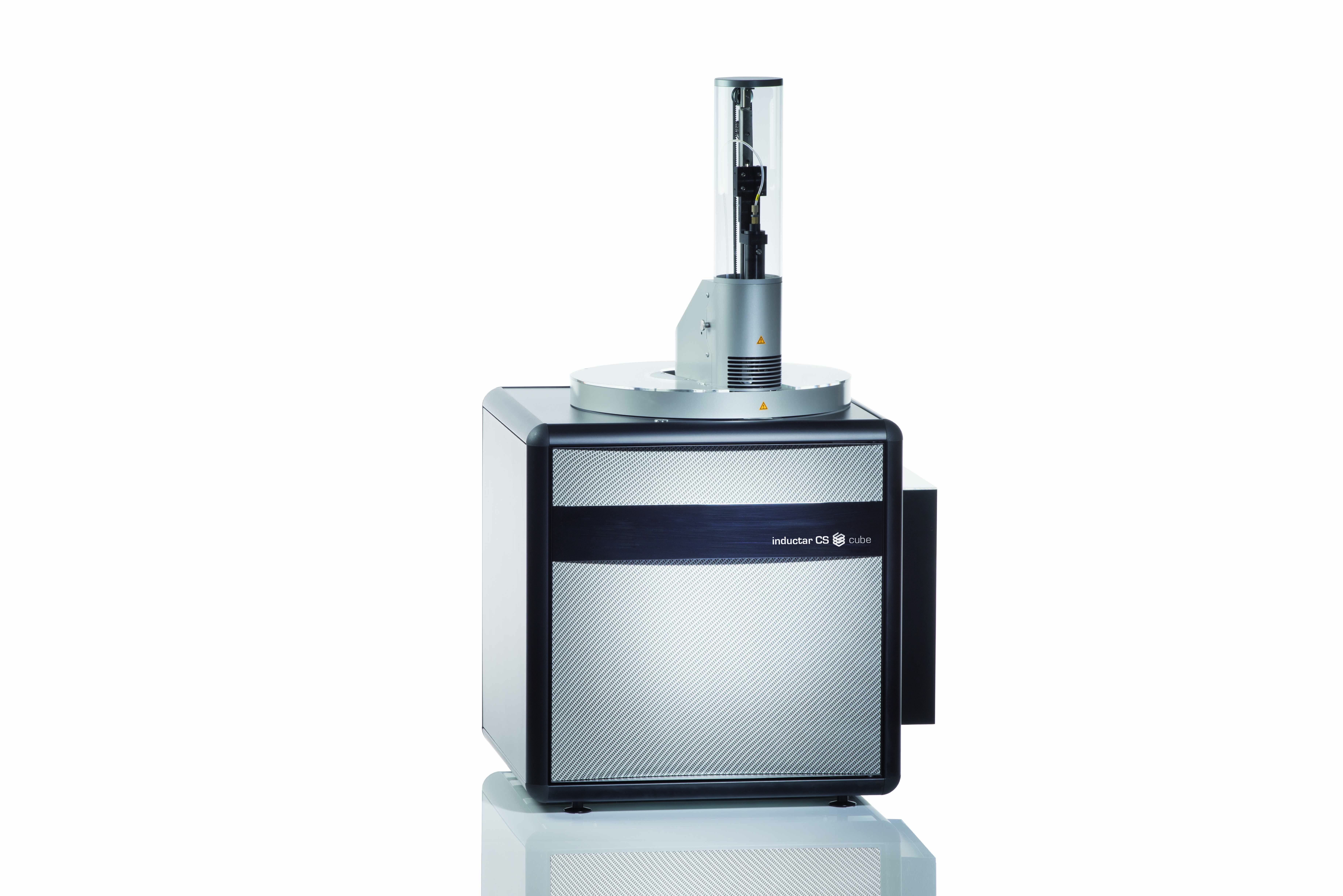
Analyseur CS de marque Elementar nommé Inductar CS, équipé d'un passeur automatique de 89 positions.

Certains appareils permettent aussi l'analyse de l’azote. Les matériaux analysés sont très variés et peuvent être de différentes formes, soit des solides ou des huiles. Des concentrations variant du ppm à 100 % peuvent être déterminées,,.
Selon les modèles, il peut y avoir un four à induction et un four à combustion ou une seule de deux composantes . En général, les fours à induction sont utilisés pour les matériaux inorganiques alors que les fours à résistance sont utilisés pour les matériaux organiques.

## Appareil

### Four à induction
Le chauffage par induction est une méthode de chauffage sans flamme. Un courant passe dans la bobine électrique et engendre un champ magnétique. La force de ce champ dépend de l’intensité du courant appliquée dans la bobine électrique. Un métal conducteur est placé à l’intérieur de la bobine et applique une force de résistance au courant électrique appliqué à la bobine qui se traduit par un chauffage du métal. C’est pour cette raison qu’une certaine quantité de différents métaux est ajoutée à l’échantillon avant l’analyse. La température de ce four est située entre 1 250 °C et 1 400 °C.

### Four à résistance
Selon les modèles, la température du four à résistance peut atteindre 1 550 °C. Le chauffage de l’échantillon se fait à l’intérieur d’un tube en céramique de longueur et de diamètre variables. Contrairement au four à induction, l’échantillon est placé manuellement dans l’appareil. Le chauffage de l’échantillon est produit par une résistance qui transforme l’énergie électrique en énergie thermique tout comme le fait un four de cuisine conventionnel.

## Principe

### Préparation de l'échantillon et étalonnage
Une fois l’échantillon sec, une quantité est placée dans un creuset en céramique préalablement taré. Le poids de l’échantillon peut être transféré de la balance au logiciel de l’ordinateur puisqu’il s’agit d’un élément clé en émettant les résultats sous forme de pourcentage dans l’échantillon,.
Deux types d'étalonnage peuvent être faits selon les appareils, soit un étalonnage à un point, soit un seul étalon par canal, ou un étalonnage à multipoint qui utilise plusieurs étalons par canal.

### Trajet emprunté

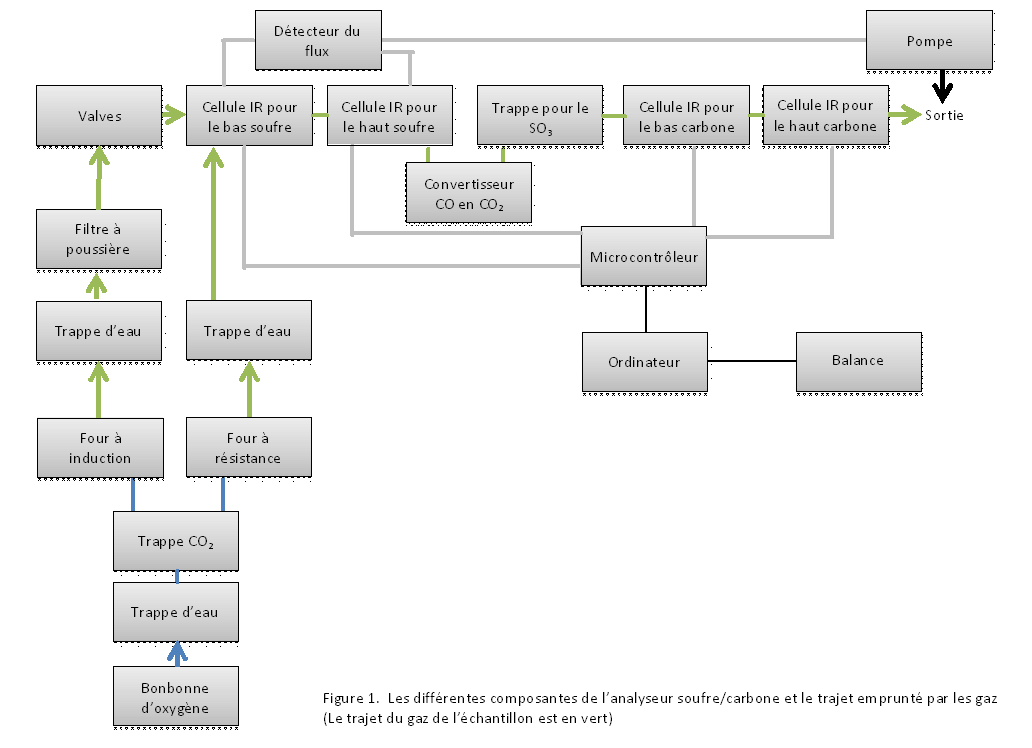
Les différentes composantes de l’analyseur soufre/carbone et le trajet emprunté par les gaz. (Le trajet du gaz de l’échantillon est en vert.)

Le métal générant une résistance au courant appliqué dans la bobine est ajouté à l’échantillon et le creuset est introduit à l’intérieur de la bobine électrique par l’appareil. La combustion lors de l’analyse est provoquée par l’apport d’oxygène gazeux (O2), ce qui transforme le soufre en dioxyde de soufre (SO2) et le carbone en dioxyde de carbone (CO2). Le dioxygène a une double fonction, soit de permettre la combustion et d’agir comme gaz transporteur. Afin d’éliminer toute possibilité de présence d’eau et de dioxyde de carbone dans le gaz transporteur qui modifierait la réponse des cellules infrarouges, ce dernier passe dans une trappe d’eau et dans une trappe de dioxyde de carbone. Les différents appareils gardent le flux du gaz transporteur constant. Le gaz généré par la combustion du four à induction passe dans une trappe à poussière et à humidité, soit le perchlorate de magnésium anhydre, afin que le gaz en soit exempt. Leur présence modifierait le signal des cellules infrarouges. Le flux du gaz est régulé par le passage du gaz de combustion dans plusieurs valves. Le gaz passe ensuite dans les détecteurs infrarouges sélectifs aux sulfures, soit pour les faibles concentrations et les hautes concentrations, afin d’être quantifié. Toute présence de SO3 est éliminée à la suite de la quantification passe dans une colonne de verre (filtre) remplie de laine de coton. Le gaz subit un traitement afin de transformer tout le monoxyde de carbone en dioxyde de carbone pour la quantification dans les deux cellules infrarouges sélectives à ce composé. La durée de l’analyse est généralement entre quarante et soixante secondes,,.
Le trajet est le même pour les gaz générés par le four à combustion à l’exception qu’ils ne passent pas par une trappe de poussière et leurs flux ne sont pas contrôlés.

### Cellules infrarouges
La quantification du soufre et du carbone est possible par la spectroscopie infrarouge. Elle repose sur les propriétés d’absorbance des radiations infrarouges des gaz. Chacun de ces gaz absorbe une longueur d’onde de la radiation infrarouge spécifique. Le taux d’absorption de la radiation dépend de la concentration dans le gaz.

### Effet des différents paramètres
Un des paramètres les plus importants pour l’analyse du soufre et du carbone par le four à induction et à résistance est la masse. Chacun des canaux à une limite supérieure et une limite inférieure de quantification. Il peut arriver qu’un échantillon possède une concentration trop élevée pour les bas canaux, mais une concentration trop faible pour les hauts canaux. La masse de l’échantillon est donc modifiée afin que la concentration soit quantifiable tout en assurant une combustion complète de l’échantillon. Un autre paramètre dont il est important de tenir compte est la température de combustion de l’échantillon et la température maximale atteinte par le four. Les accélérateurs ajoutés à l’échantillon ont différentes températures de fusion ce qui permet de sélectionner le ou les métaux appropriés à la température de combustion de l’échantillon,.

## Domaines d'application
En agriculture, ce type d’analyse est très utilisé afin de quantifier le soufre et le carbone dans les sols. Une autre application est la quantification de ses éléments dans les sols miniers contaminés. En effet, dans le domaine minier, il s’agit d’analyses de routine afin de vérifier si un rejet minier respecte les normes environnementales,. La quantification du soufre est très importante afin d’évaluer la possibilité de la formation de drainage minier acide créée par le contact du soufre avec l’eau et l’air. Les matériaux pouvant être analysés sont des huiles, du ciment, du caoutchouc, des cendres, des terres ou roches fines et autres matériaux solides. Les échantillons ne devenant pas liquide dans les fours ne peuvent être analysés. 

## Avantages et désavantages
Un des avantages de cette méthode d’analyse est qu’elle est simple, rapide et très précise. Elle présente aussi des désavantages, par exemple puisque seulement quelques milligrammes sont utilisés pour l’analyse, il est difficile de généraliser le résultat à une grande quantité, surtout si l’endroit d’où provient l’échantillon n’est pas homogène.